# Tan contentos
Tan contentos fue un programa de televisión, emitido de lunes a viernes en horario matinal por la cadena española Antena 3 entre 1991 y 1992.

## Formato
Bajo la dirección y presentación de la periodista Consuelo Berlanga, el programa venía a cubrir la franja matinal de la cadena que unas semanas antes había dejado otro espacio de similares características: De tú a tú, conducido por Nieves Herrero. El programa respondía al clásico formato de magacín, como tantos otros de esa franja horaria, incluyendo actuaciones musicales, concursos, entrevistas, reportajes y tertulias sobre crónica social, además de una sección dedicada a La Salud, de la mano del doctor Bartolomé Beltrán. Finalmente, se emitían telenovelas como La selva de cemento, El oro y el barro y Santa Bárbara.

## Presentadores
Desde su estreno hasta el 9 de marzo de 1992 el programa fue presentado por Consuelo Berlanga, siendo entonces reemplazada por Jesús Cisneros.